# 蔣中正遺囑
蔣中正遺囑，官方稱先總統 蔣公遺囑，也稱蔣介石遺囑，中國國民黨內稱為總裁遺囑，是中華民國總統蔣中正的遺囑。据考证，蒋中正年轻时就已留有遗嘱，从1920年至1975年这55年中至少写过9个遗嘱（其中3个具体内容不详）。其逝世遺囑目前刻在中正紀念堂大廳裡的蔣中正坐像之正下方。

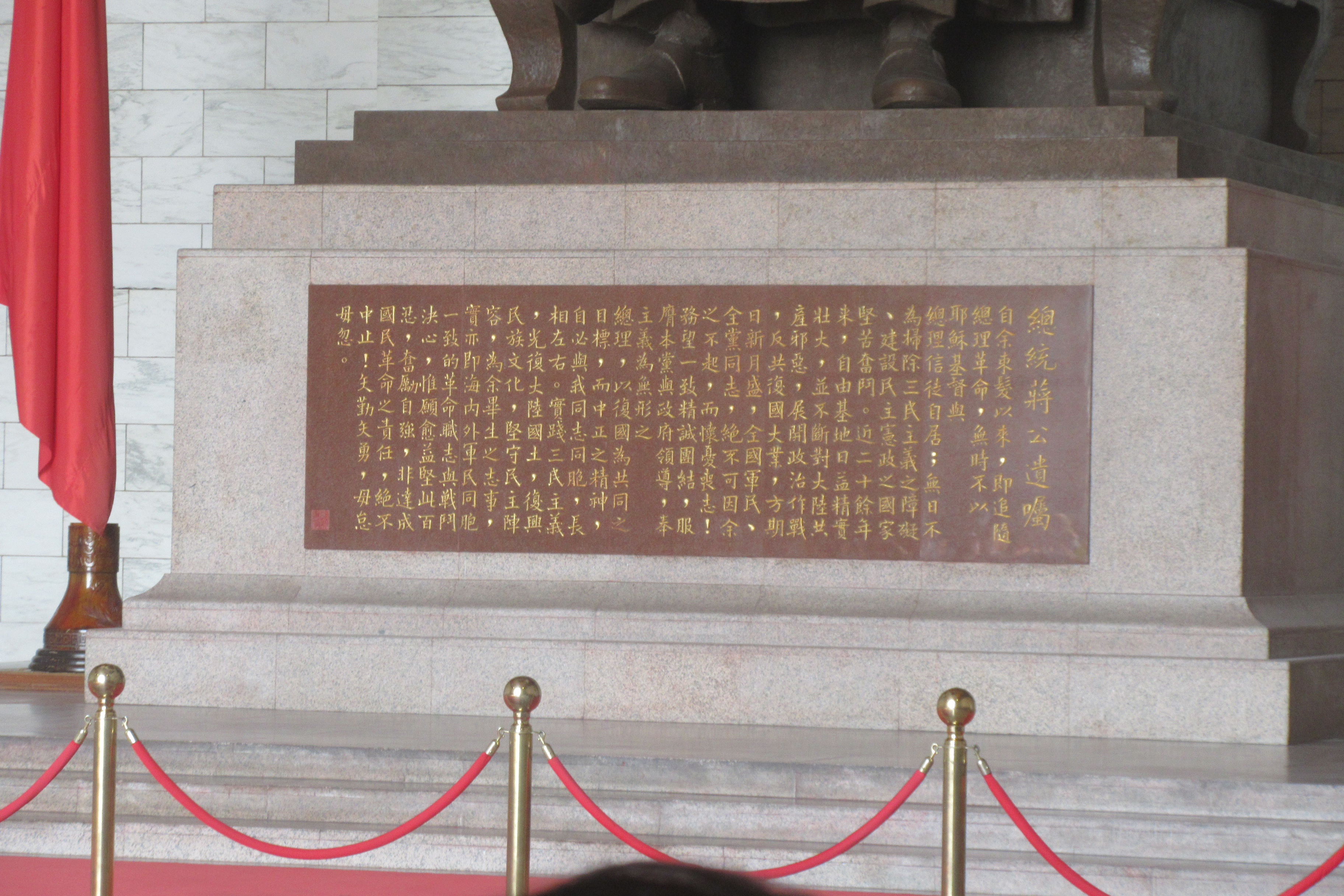
中正紀念堂蔣中正銅像基座正面下方所刻〈總統蔣公遺囑〉

## 早年遺囑內容
《蒋介石日记》中最早出现遗嘱的记载是在1920年3月，当时他在援闽粤军中任职，时常感到“受小人排挤”，郁闷不得志，故立遗嘱。
第二次出现有关遗嘱的记载是1922年，蒋决心南下护卫“蒙难”的孙中山，临行前抱有去无回之决心，20日“上午写静江遗嘱事”，将家事托付好友张静江。另有一个内容完整的遗嘱，写于“九·一八”事变发生后，蒋当时感到“内忧外患相逼”，怕自己“万一不测”。
1934年7月5日，蔣稱：「一、余死後，不願國葬，而願與愛妻美齡同葬於紫金山紫霞洞之西側山腹之橫路上。二、余死後，凡武嶺學校，以及不屬於豐鎬房者，皆全歸愛妻美齡管理。三、余死後經國與緯國兩兒皆須聽其母美齡之教訓。凡認余為父者，只能認余愛妻美齡為母，不能有第二人為母也；四、農民銀行之資本金，與公記戶存款，皆為國家公款，本為發展航空之用，如余死後若能仍為建設空軍更好，否則當加作遺族、武嶺、政治三學校基金各一百萬之外，其餘應併入中央銀行，作為農村復興永久之基金，家庭私人不得參加干預其事也。」:174
1936年12月，蔣在西安事变时寫下遺囑，均為毛筆所撰；一份是蔣給全國國民同胞的信，一份是蔣致宋美龄的私人遺囑，一份寫给蔣經國和蔣緯國:274：

余乃  國父中山先生之忠誠信徒，自投身革命以來，無時不為三民主義在中國之勝利竭誠努力。然自三省陷敵以來，國事日蹙。共匪猖獗之勢無日不堪其憂，雖數次進剿，然皆因吾黨吾軍貫徹領袖意志不力致功敗垂成。黨紀不嚴，國法不張，領袖亦無威法可言。各派政治勢力，陽奉陰違，皆欲趁此敵犯北疆之際謀私圖利。或割據為政，或以收復失地為由妄圖不軌。學生民眾亦受邪黨異說之煽惑，助紂為虐。余深感有負  國父囑託，現陷於叛軍之手，致全黨全國蒙羞。在此九死一生之際，余決心殉國，切希吾黨吾民珍視團結，舉國一心，以  國父三民主義為矢志不渝之救國謀略，上下精誠，務期早日實現國民革命之偉業。剿除共匪，剷除叛亂，則余死於九泉而無憾也！
蔣中正
中華民國二十五年十二月十九日
美齡吾妻：
吾決心殉國。經國、緯國吾子即汝子，望善視之。
蔣中正
民國二十五年十二月十九日
經國、緯國吾兒：
只承認宋美齡為惟一之妻，務望汝等以生母待之，則吾雖死九泉之下亦瞑目矣。
蔣中正
中華民國二十五年十二月二十日:275

2004年斯坦福大学胡佛研究所开放的宋子文日记中，首次披露西安事变时蒋介石曾写有遗嘱交宋子文，但没有遗嘱的具体内容，之后开放的蒋介石日记中则有其所写三份遗嘱的全文。蒋认为张学良、杨虎城的行为是“叛乱”，必须严惩，要求南京政府急速进兵讨伐。但他知道这会更加危及自己的生命安全，在此生死未卜之际，写了三份遗嘱。
1971年6月蒋中正在日记写道：“审阅检查身体报告书，脑动脉血管有硬化之象，自觉亦有所病也。如医药与休息无效，则国家后事应预作安排。经国乃可继此复国任务，惟其为我父子关系，不愿有此遗嘱，但其能力为静波（严家淦字，其时为副总统）之助手，出任行政院长，则于公于私皆有益，望我党政军同志以助我之心助彼完成我光复大陆之共同使命也。”当年底，蒋介石再次留下了遗嘱。这次是单独写在一张纸上，夹在1971年日记本中，形式上更像“遗嘱”。全文如下：“今后政府组织：一、以家淦继任总统。二、以经国任行政院長兼三军总指挥。三、党务应集体领导。中正12月23日”。用了“今后政府组织”、“继任”等词，显然是做最后的交代。

## 逝世遺囑內容
1975年4月5日，蔣中正逝世時，根據侍從翁元口述：“老先生歸西時，沒有交代任何的遺言”:188。
總統蔣公遺囑於3月29日「預立」:145。此遺囑由秦孝儀代筆:274。並且直至蔣過世後，五院院長才簽名以為旁證。內容如下：
總統蔣公遺囑

自余束髮以來，即追隨
總理革命，無時不以  耶穌基督與
總理信徒自居，
無日不為掃除三民主義之障礙，建設民主憲政之國家，
堅苦奮鬥。近二十餘年來，自由基地，
日益精實壯大，並不斷對大陸共產邪惡，展開政治作戰，反共復國大業，
方期日新月盛，全國軍民，全黨同志，
絕不可因余之不起，而懷憂喪志！
務望一致精誠團結，服膺本黨與政府領導，奉主義為無形之  

總理，以復國為共同之目標。而中正之精神，自必與我同志同胞，長相左右。實踐三民主義，光復大陸國土，
復興民族文化，堅守民主陣容，為余畢生之志事，實亦即海內外軍民同
胞一致的革命職志與戰鬥決心。惟
願愈益堅此百忍，奮勵自強，非達成
國民革命之責任，絕不中止！矢勤矢勇，毋怠毋忽。

中華民國六十四年三月二十九日
秦孝儀承命受記

蔣宋美齡 嚴家淦 蔣經國 倪文亞 田炯錦 楊亮功 余俊賢
:274

4月6日，中國國民黨中央常務委員會決議奉行遺囑。4月11日，總統嚴家淦奉行遺囑令，行政院院長蔣經國副署。

### 基督信徒爭議
遺囑代筆人秦孝儀指出，蔣遺囑首句本為「自余束髮以來，即追隨總理革命，無時不以總理信徒自居……」，「耶穌基督」是由宋美齡添加，秦因此背了一段時間黑鍋。對於蔣是否真信基督教，存在不同意見。一种意見认为，蔣早年即隨母信奉佛教，並非真正相信西方基督教，蔣於基督教受洗是因為其妻宋美齡家族原因。另一种意見认为，蔣确实信仰基督教。該遺囑存在紕漏和矛盾，一則蔣「自束髮以後追隨總理革命便無時不以耶穌基督信徒自居」不符事實，蔣早年頗信佛教，時常到佛寺中禮佛、求籤，能讀誦《金剛經》，並為母親抄寫了《楞严经》、《维摩诘经》，不但常常與母親討論《楞严经》、《法華經》佛理，論及禪宗、淨土宗；還曾經禮聘太虛大師為他講解《般若心經》，並捐助太虛大師3,000銀元，四十多歲方接觸基督教；一則以耶穌基督信徒和以總理中山信徒自居存在矛盾，孫中山晚年亦否定基督教，頗反對宗教信仰。